# Чхунджон (ван Корё)
Чхунджон-ван (кор. 충정왕, 忠定王, Chungjeong-wang) или Эджон — 30-й государь (ван) корейского государства Корё, правивший в 1349—1351 годах. Имя — Чо (кор. 왕저, 王胝, Jeo). Монгольское имя — Мисгэн-Дорджи (кор. Мисагамтхааджи, хангыль 미스젠도르지, ханча 迷思監朶兒只).
Посмертный титул — Чхунджон-тэван.
Был лишен власти в пользу дяди Конмин-вана.